# Il campanello
Il campanello oder Il campanello di notte (Das Glöckchen oder Die Nachtglocke) ist eine Farsa (Originalbezeichnung: „melodramma giocoso“) in einem Akt von Gaetano Donizetti. Das Libretto verfasste der Komponist  selbst nach dem Vaudeville La sonnette de nuit von Léon-Lévy Brunswick, Mathieu-Barthélémy Troin und Victor Lhérie. Uraufgeführt wurde das Werk am 1. Juni 1836 im Teatro Nuovo in Neapel. Eine revidierte Fassung wurde erstmals 1837 im Teatro del Fondo in Neapel gespielt.

## Handlung
Das Werk spielt in Foria, einem Vorort der italienischen Stadt Neapel, in der ersten Hälfte des 19. Jahrhunderts.
Der ältere Apotheker Don Annibale Pistacchio hat dem Herzensbrecher Enrico die junge und hübsche Serafina ausgespannt und geheiratet. Die Gäste der Hochzeit sind gut gelaunt. Besonders Serafinas Mutter Rosa, die glücklich darüber ist, dass ihre Tochter eine so gute Partie gemacht hat. Enrico hat nur eines im Sinn: Rache. Er möchte dem frisch vermählten Paar die Hochzeitsnacht vermiesen. Also nützt er es aus, dass Apotheker die ganze Nacht bereit sein müssen. Nach der Hochzeitsfeier, als sich die Gäste verabschiedet haben, erscheint Enrico in immer wechselnden Verkleidungen und läutet die Nachtglocke. Er hält den Apotheker mit endlosem Geschwätz und schwer herzustellenden Arzneien vom Schlafzimmer fern. Am nächsten Morgen muss Don Annibale Pistacchio wegen einer Erbschaft dringend nach Rom. Vor seiner Abreise ermahnt er seine junge Frau, niemandem die Türe zu öffnen, und macht sich schließlich, zur Freude Enricos, nach Rom auf.

## Orchester
Die Orchesterbesetzung der Oper enthält die folgenden Instrumente:
- Holzbläser: Piccoloflöte, Flöte, zwei Oboen, zwei Klarinetten, zwei Fagotte
- Blechbläser: zwei Hörner, zwei Trompeten, drei Posaunen
- Pauken
- Streicher
- Bühnenmusik: kleine Glocke
- Basso continuo für Rezitative (wahrscheinlich im Original: Cembalo; nur in der 2. Fassung von 1837)

## Werkgeschichte
Il campanello entstand in einer für Donizetti ziemlich schwierigen Zeit: Ende 1835 und Anfang 1836 waren seine Eltern und sein zu frühgeborenes Töchterchen gestorben, und als er von der Uraufführung seines Belisario von Venedig nach Neapel zurückreiste, wurde er wegen einer grassierenden Cholera-Epidemie aufgehalten. Nach seiner Ankunft in Neapel im März musste er zudem feststellen, dass die großen Theater der Stadt – das San Carlo und das del Fondo – wegen einer ernsten und schon länger währenden finanziellen Krise geschlossen waren; nur das volkstümliche Teatro Nuovo hielt noch irgendwie durch.
Ausgerechnet unter diesen Umständen schuf Donizetti für das Teatro Nuovo seine beiden einzigen komischen Opern zwischen L’elisir d’amore (1832) und La fille du régiment (1840): die beiden Einakter Il campanello und Betly (August 1836). Es kann vermutet werden, dass ihn die Arbeit an diesen lustigen Werken irgendwie von den traurigen äußeren Ereignissen ablenkte. Die französische Vorlage zu Il campanello wurde ihm von Guglielmo Cottrau (1797–1847) vorgeschlagen, doch über die Komposition selber ist – bis auf eine von Adolphe Adam offenbar erfundene Anekdote, nach der Donizetti die Oper innerhalb nur einer Woche geschrieben habe, um dem Theaterdirektor zu helfen – nichts Genaues bekannt.

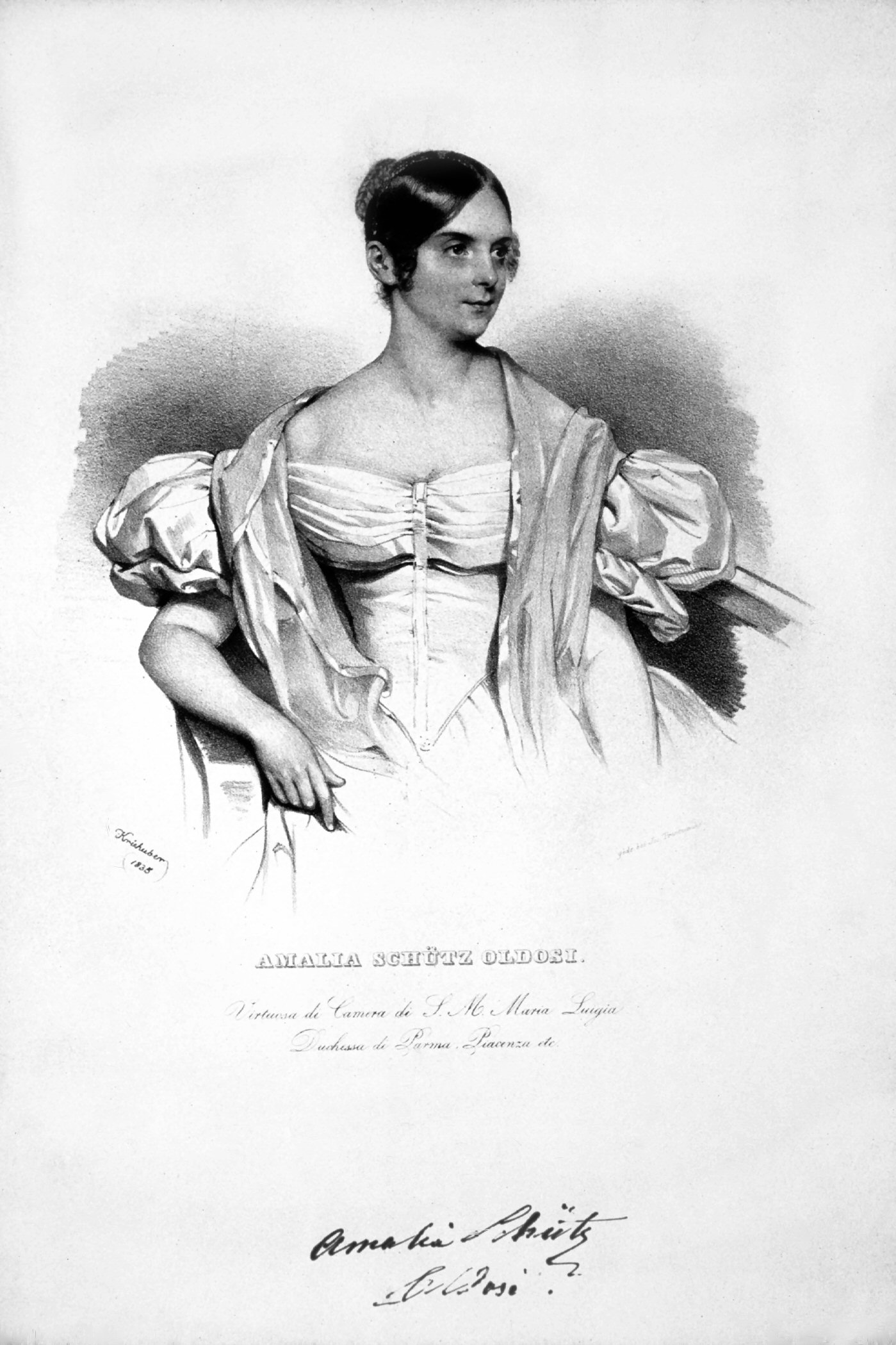
Amalia Schütz-Oldosi

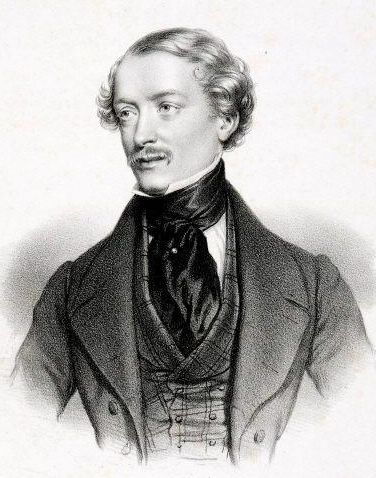
Giorgio Ronconi

Die erste Version der Oper war eine einaktige Farsa mit gesprochenen Dialogen, teilweise im neapolitanischen Dialekt, wie sie für das Teatro Nuovo typisch waren. Bei der Uraufführung am 1. Juni 1836 im Teatro Nuovo in Neapel sangen Raffaello Casaccia (Don Annibale Pistacchio), Giovanna Schoultz (Serafina), Amalia Schütz-Oldosi (Rosa), Giorgio Ronconi (Enrico) und Domenico Ronconi (Spiridione). Sie hatte großen und langwährenden Erfolg, der besonders auf die Leistung Casaccias zurückzuführen ist.
Eine von Donizetti selbst revidierte Fassung mit der Bezeichnung „operina buffa“ wurde erstmals 1837 im Teatro del Fondo in Neapel gespielt. Sie enthielt Secco-Rezitative anstelle der gesprochenen Dialoge. Außerdem wurden die im Dialekt verfassten Texte ins Italienische übersetzt.
Weitere Produktionen gab es beispielsweise 1839 in Florenz und Genua, 1841 in Desenzano und Cagliari, 1850 in Mailand, 1853 in Trento, 1855 in Barcelona, Ferrara und Vicenza, 1856 erneut in Genua, 1857 in Palermo, 1860 wieder in Mailand, 1867 in Siena und 1875 in Bologna. Das Libretto der Uraufführung ist nicht erhalten. In späteren Produktionen wurden unterschiedliche Titel verwendet, sodass der Originaltitel nicht mehr eindeutig zu ermitteln ist. Es gab Übersetzungen in französischer, englischer, spanischer und deutscher Sprache, wenn auch der Erfolg im Ausland nur zögerlich einsetzte. Auch im 20. Jahrhundert wurde das Werk häufig gespielt.

## Kritische Edition
- Il campanello, Edizione critica von Ilaria Narici, Casa Ricordi, Mailand, 1994